# Edward Semwanga
Edward Semwanga   (Uganda) és un exfutbolista ugandès de la dècada del 1970.
Fou internacional amb la selecció de futbol d'Uganda.